# Línies LH1 i LH2 d'autobusos de l'Àrea Metropolitana de Barcelona
Tant la línia LH1 com la LH2 d'AMB son dues linies urbanes d'autobús a L'Hospitalet de Llobregat, ambdós gestionada per Moventis.

## Característiques
Tot i que les línies van adoptar la numeració actual el 15 de febrer de 2003, ja existien des del 24 d’abril de 1989 com a part del nou servei d’autobusos urbans de L’Hospitalet, adjudicat a Transports Lydia després d’un concurs públic. Aquest servei va substituir el que operava Barcelona Transport, arran de les deficiències en la qualitat, els horaris i l’estat dels vehicles.
Com a part d'aquest esquema de xarxa, Transports Lydia va crear dues línies urbanes numerades com 1 i 2:
- La línia 1: El seu traçat agrupava els recorreguts de les antigues línies 1 i 6 operades per Barcelona Transport.
- La línia 2: Corresponia a l'antiga línia 15, encara que amb una petita modificació en el seu recorregut.

Els serveis actuals sorgeixen d’un redisseny de la xarxa urbana l’any 2003. En aquell moment, les antigues línies 1 i 2 van passar a anomenar-se LH1 i LH2 per recentralitzar la numeració dins la ciutat.

### Freqüències
| Feiners                     |           |
| De 04:45 a 06:45            | 20 minuts |
| De 07:00 a 21:00            | 15 minuts |
| De 21:30 a 22:30            | 30 minuts |
| Dissabtes i feiners d'agost |           |
| De 05:00 a 07:40            | 30 minuts |
| De 08:00 a 22:35            | 30 minuts |
| Festius                     |           |
| De 07:00 a 22:35            | 30 minuts |

| Feiners                     |           |
| De 04:45 a 07:45            | 20 minuts |
| De 07:20 a 20:20            | 15 minuts |
| De 20:40 a 22:30            | 20 minuts |
| Dissabtes i feiners d'agost |           |
| De 05:00 a 22:30            | 30 minuts |
| Festius                     |           |
| De 07:15 a 22:15            | 30 minuts |

## Recorregut
| Codi parada TMB/AMB | Nom de la parada                            | Ubicació                                                     | Correspondències                                  | Enllaços |
| ------------------- | ------------------------------------------- | ------------------------------------------------------------ | ------------------------------------------------- | -------- |
| 105438              | Camí Pau Redó - Tanatori                    | Ctra. Antiga del Prat (Tanatori)                             | LH2                                               |          |
| 107488              | Camí Pau Redó - Institut Català d'Oncologia | Cí. Pau Redó (Ctra. Antiga del Prat-Av. Granvia)             | LH2                                               |          |
| 000916              | Hospital Oncològic                          | Av. Gran Via-Hospital Oncològic                              | 46 65 L70 L72 L80 L86 L94 L95 N15 N16 N17 N18 N20 |          |
| 000334              | Av Granvia - Ctra Antiga del Prat           | Rambla Marina s/n                                            | X3 46 65 L21 L94 L95 N15 N16 N17 N18              |          |
| 100249              | Pl. de la Cultura                           | Av. Amèrica (Av. Granvia-Est. Rodalies Bellvitge)            | L21                                               |          |
| 100248              | Estació Rodalies Bellvitge-Gornal           | Av. Amèrica (Av. Granvia-Est. FGC Gornal)                    | L21                                               |          |
| 100519              | Institut Europa                             | Av. Europa (Nº 130-Nº 160)                                   | L21                                               |          |
| 104529              | Trav. Industrial - Av. Fabregada            | Travessia Industrial (Riera dels Frares-Av. Fabregada)       | L21                                               |          |
| 100533              | Av. Fabregada - Ctra. del Mig               | Av. Fabregada (Ptge. Estadella-Cobalt)                       | L21 M14                                           |          |
| 101980              | Av. Carrilet - Av. Fabregada                | Av. Carrilet (Av. Fabregada-St. Antoni)                      |                                                   |          |
| 100978              | Av. Pau Casals - Josep Pla                  | Av. Pau Casals (Arts i Oficis-Josep Pla)                     |                                                   |          |
| 102339              | La Farga                                    | Girona (Barcelona-Av. Josep Tarradellas i Joan)              | L20 N15                                           |          |
| 100716              | Estació Rodalies                            | Av. Josep Tarradellas i Joan (Abans Rbla. Just Oliveras)     | L20 L21 L85 N15                                   |          |
| 100359              | Av. Can Serra - Ctra. d'Esplugues           | Av. Can Serra (Passat Ctra. d'Esplugues)                     |                                                   |          |
| 100361              | Av. Can Serra - núm. 20                     | Av. Can Serra (Nº 20-Nº 26)                                  |                                                   |          |
| 100360              | Institut Torras i Bages                     | Av. Can Serra (Nº 51-Nº 101)                                 | LH2                                               |          |
| 100501              | Institut Rubió i Ors                        | Molí (Av. Can Serra-Av. Electricitat)                        |                                                   |          |
| 109214              | Sant Rafael - Av. Isabel la Catòlica        | Sant Rafael (Av. Isabel la Catòlica-Menéndez Pidal)          | M14 N2 N28                                        |          |
| 106864              | Av. Masnou - Pedraforca                     | Av. Masnou (Passat Renclusa)                                 | L16 M14 N28                                       |          |
| 109045              | Pl. Mare de Déu del Pilar                   | Primavera (Abans Aigües del Llobregat)                       |                                                   |          |
| 110375              | Mercat de la Florida                        | Primavera (Pedraforca-Enginyer Moncunill)                    |                                                   |          |
| 109040              | Florida - Av. Primavera                     | Florida (Primavera-Av. Miraflores)                           |                                                   |          |
| 102255              | Florida - Bòbiles                           | Florida (Bòbiles-Alegria)                                    |                                                   |          |
| 110362              | Creu Roja - Pujós                           | Creu Roja (Pujós-Llançà)                                     |                                                   |          |
| 110388              | Creu Roja - Collblanc                       | Creu Roja (Trav. de Collblanc-Ctra. de Collblanc)            |                                                   |          |
| 003473              | Metro Collblanc                             | Ctra. Collblanc, 55                                          | D20 157 M12 N2 N14 N28                            |          |
| 102117              | Mercat Collblanc                            | Dr. Martí i Julià (Occident-Baquer)                          | M12 N2                                            |          |
| 103848              | Rafael Campalans - Mas                      | Rafael Campalans (París-Mas)                                 | M12 N2                                            |          |
| 110524              | Rambla Catalana - Santiago Apòstol          | Rbla. Catalana (Santiago Apòstol-Mn. Jaume Busquets)         |                                                   |          |
| 110526              | Castell de Bellvís                          | Mossèn J. Busquets (Rbla. Catalana-Rda. Torrassa)            |                                                   |          |
| 104155              | Pl. del Vidre                               | Rda. de la Torrassa (Albareda-Ronda de la Via)               |                                                   |          |
| 104156              | Rda. de la Torrassa - Riera Blanca          | Rda. de la Torrassa (Dr. Martí i Julià-Riera Blanca)         |                                                   |          |
| 003651              | Metro Santa Eulàlia                         | Riera Blanca, 178                                            | V1                                                |          |
| 104251              | Pl. de l'Escorça                            | Santa Eulàlia (Riera Blanca-Martí Codolar)                   | L52 L82 L85 N13                                   |          |
| 104433              | Sta. Eulàlia - Av. Metro                    | Santa Eulàlia (Av. Metro-Maluquer)                           | L52 L82 L85 N13                                   |          |
| 104440              | Can Trinxet                                 | Santa Eulàlia (Justa Goicoechea-Corominas)                   | L52 L82 L85 N13                                   |          |
| 100111              | Amadeu Torner - Santa Eulàlia               | Amadeu Torner (Santa Eulàlia-Av. Carrilet)                   |                                                   |          |
| 100112              | Amadeu Torner - Aprestadora                 | Amadeu Torner (Narcís Monturiol-Aprestadora)                 |                                                   |          |
| 003704              | CAP Amadeu Torner                           | Amadeu Torner, 59-71                                         | V1                                                |          |
| 003705              | Amadeu Torner - Jerusalem                   | Pl. Europa, 22-24                                            | V1                                                |          |
| 002966              | Amadeu Torner                               | Av. Granvia, 70                                              | H12 46 65 L70 L72 L80 L86 L94 L95 N15 N16 N17 N18 |          |
| 001434              | Av Granvia - Can Tries                      | Av. Granvia                                                  | H12 46 65 L70 L72 L80 L86 L94 L95 N15 N16 N17 N18 |          |
| 109102              | Av. Granvia - Gornal                        | Av. Granvia (Passat Can Tries)                               |                                                   |          |
| 100373              | Av. Carmen Amaya - Gornal                   | Av. Carmen Amaya (Nº 16-Nº 20)                               |                                                   |          |
| 100374              | CAP Gornal                                  | Av. Carmen Amaya (Nº 32-Joncs)                               |                                                   |          |
| 109111              | Can Tries - Joncs                           | Can Tries (Jerusalem-Juan de Juanes)                         |                                                   |          |
| 101451              | Gornal                                      | Juan Ramón Jiménez (Aprestadora-Narcís Monturiol)            |                                                   |          |
| 104526              | Trav. Industrial - Av. Europa               | Travessia Industrial (Miquel Romeu-Riera dels Frares)        |                                                   |          |
| 108703              | Trav. Industrial - Av. Fabregada            | Travessia Industrial (Av. Fabregada-Vilardosa)               | M14                                               |          |
| 104528              | Trav. Industrial - Rbla. Marina             | Travessia Industrial (Rbla. Marina-Mare de Déu de Bellvitge) |                                                   |          |
| 100754              | Mare de Déu de Bellvitge - Trav. Industrial | Av. Mare de Déu de Bellvitge (Trav. Industrial-Residència)   |                                                   |          |
| 100757              | Poliesportiu Municipal Bellvitge            | Av. Mare de Déu de Bellvitge (Trav. Industrial-Residència)   |                                                   |          |
| 109282              | Campus Universitari Bellvitge               | Av. Mare de Déu de Bellvitge (Passat Residència)             |                                                   |          |
| 107491              | Camí Pau Redó - Institut Català d'Oncologia | Cí. Pau Redó (Av. Granvia-Ctra. Antiga del Prat)             | LH2                                               |          |
| 112416              | Tanatori                                    | Ctra. Antiga del Prat (Tanatori)                             | LH2                                               |          |

| Codi parada TMB/AMB | Nom de la parada                            | Ubicació                                                   | Correspondències                                  | Enllaços |
| ------------------- | ------------------------------------------- | ---------------------------------------------------------- | ------------------------------------------------- | -------- |
| 105438              | Camí Pau Redó - Tanatori                    | Ctra. Antiga del Prat (Tanatori)                           | LH1                                               |          |
| 107488              | Camí Pau Redó - Institut Català d'Oncologia | Cí. Pau Redó (Ctra. Antiga del Prat-Av. Granvia)           | LH1                                               |          |
| 109286              | Camí Pau Redó - Av. Granvia                 | Cí. Pau Redó (Abans Av. Granvia)                           | L20                                               |          |
| 109281              | Campus Universitari Bellvitge               | Av. Mare de Déu de Bellvitge (Passat Jaume Ventura i Tort) | L20 L21 N15                                       |          |
| 105558              | Poliesportiu Municipal Bellvitge            | Av. Mare de Déu de Bellvitge (Davant nº50)                 |                                                   |          |
| 106871              | Mare de Déu de Bellvitge - Trav. Industrial | Av. Mare de Déu de Bellvitge (Davant nº180-Davant nº188)   |                                                   |          |
| 105559              | Trav. Industrial - Rbla. Marina             | Travessia Industrial (Prat-Rbla. Marina)                   |                                                   |          |
| 112554              | Trav. Industrial - Rambla Marina            | Rambla de la Marina 420                                    | M14                                               |          |
| 105560              | Trav. Industrial - Ctra. Sant Roc           | Travessia Industrial (Ctra. Sant Roc-Portugal)             | M14                                               |          |
| 104524              | Trav. Industrial - Av. Fabregada            | Travessia Industrial (Av. Fabregada-França)                | L21                                               |          |
| 104525              | Trav. Industrial - Av. Europa               | Travessia Industrial (Av. Europa-Ptge. Rovira)             |                                                   |          |
| 106870              | Gornal                                      | Juan Ramón Jiménez (Narcís Monturiol-Aprestadora)          |                                                   |          |
| 109112              | Can Tries - Joncs                           | Can Tries (Abans Joncs)                                    |                                                   |          |
| 100372              | CAP Gornal                                  | Av. Carmen Amaya (Joncs-Nº 49)                             |                                                   |          |
| 109103              | Av. Carmen Amaya - Gornal                   | Av. Carmen Amaya (Davant nº 31)                            |                                                   |          |
| 000091              | Av Granvia - Miguel Hernández               | Av. Granvia, s/n                                           | H12 46 65 L70 L72 L80 L86 L94 L95 N15 N16 N17 N18 |          |
| 002968              | Amadeu Torner                               | Av. Granvia sn                                             | H12 46 65 L70 L72 L80 L86 L94 L95 N15 N16 N17 N18 |          |
| 003713              | Fira                                        | Pl. Europa, 12                                             | V1                                                |          |
| 110480              | CAP Amadeu Torner                           | Amadeu Torner (Natzaret-Aprestadora)                       |                                                   |          |
| 003714              | Amadeu Torner - Aprestadora                 | Amadeu Torner, 58                                          | V1 L16                                            |          |
| 110479              | Amadeu Torner - Av. Carrilet                | Amadeu Torner (Av. Carrilet-Santa Eulàlia)                 | L16                                               |          |
| 104248              | Sta. Eulàlia - Castelao                     | Santa Eulàlia (Castelao-Àngel Guimerà)                     | L52 L82 L85 N13                                   |          |
| 104250              | Sta. Eulàlia - Jacint Verdaguer             | Santa Eulàlia (Jacint Verdaguer-Buenos Aires)              | L52 L82 L85 N13                                   |          |
| 104437              | Pl. de l'Escorça                            | Santa Eulàlia (Martí Codolar-Riera Blanca)                 | N13                                               |          |
| 003652              | Riera Blanca - Santiago Ramon y Cajal       | Riera Blanca, 163-183                                      | V1                                                |          |
| 003653              | Riera Blanca - Pavia                        | Riera Blanca, 123-129                                      | V1                                                |          |
| 110525              | Rambla Catalana - Rosselló                  | Rbla. Catalana (Rosselló-Dr. Martí i Julià)                |                                                   |          |
| 110532              | CAP La Torrassa                             | Rbla. Catalana (Mn. Jaume Busquets-Progrés)                |                                                   |          |
| 110360              | Llobregat - Montseny                        | Llobregat (Montseny-Mas)                                   | M12 N2                                            |          |
| 112377              | Llobregat - Pujós                           |                                                            | M12 N2                                            |          |
| 112526              | Collblanc - Sant Ramon Nonat                |                                                            |                                                   |          |
| 110387              | Creu Roja - Collblanc                       | Creu Roja (Ctra. Collblanc-Trav. Collblanc)                |                                                   |          |
| 102938              | Institut Eugeni d'Ors                       | Mont (Vallparda-Av.Torrent Gornal)                         |                                                   |          |
| 102265              | Font - Av. Torrent Gornal                   | Font (Av. Torrent Gornal-Mare de Déu de Núria)             |                                                   |          |
| 100861              | Av. Miraflores - Enginyer Moncunill         | Av. Miraflores (Enginyer Moncunill-Piera)                  |                                                   |          |
| 100863              | Pl. Mare de Déu del Pilar                   | Av. Miraflores (Llevant-Aigües del Llobregat)              |                                                   |          |
| 105425              | Av. Tomás Giménez - Pubilla Cases           | Av.Tomás Giménez (General Manso-Antiga Travessera)         | L16                                               |          |
| 001725              | Complex Esportiu Hospitalet Nord            | Ctra. Collblanc, s/n                                       | 157 N14                                           |          |
| 105426              | Pl. de la Bòbila                            | Av. Severo Ochoa (Davant Simancas)                         |                                                   |          |
| 102820              | Marcel·lí Esquius - Av. Severo Ochoa        | Marcel.lí Esquius (Av. Severo Ochoa-Rosa d'Alexandria)     |                                                   |          |
| 102821              | Marcel·lí Esquius - Molí                    | Marcel·lí Esquius (Hierbabuena-Molí)                       |                                                   |          |
| 103141              | Mercat de Can Serra                         | Pere Pelegrí (Oriental-St. Pere)                           |                                                   |          |
| 100360              | Institut Torras i Bages                     | Av. Can Serra (Nº 51-Nº 101)                               | LH1                                               |          |
| 106844              | Parc de les Planes                          | Av. Isabel la Catòlica (Av. Can Serra-Molí)                | M14 N2                                            |          |
| 108653              | La Farga                                    | Barcelona (Av. Isabel la Catòlica-Girona)                  |                                                   |          |
| 101328              | Barcelona - Rbla. Just Oliveras             | Barcelona (Abans Rbla. Just Oliveras)                      | L52 L82 M12 N13                                   |          |
| 101334              | Col·legi Tecla Sala                         | Barcelona (Tecla Sala-Xipreret)                            | L20 L52 L82 M12 N13 N15                           |          |
| 106867              | Francesc Moragas - Josep Prats              | Francesc Moragas (Abans Josep Prats)                       | L20 M12 N15                                       |          |
| 106868              | Francesc Moragas - Av. Carrilet             | Francesc Moragas (Josep Maria Sagarra-Av. Carrilet)        | L20 M12 N15                                       |          |
| 106869              | Metro/FGC Av. Carrilet                      | Av. Carrilet (Ptge. Milans-Rbla. Marina)                   | L20 L52 L82 M12 N13 N15                           |          |
| 002517              | Institut Mercè Rodoreda                     | Rbla Marina, 393                                           | X3 L20 N15                                        |          |
| 100526              | Institut Europa                             | Av. Europa (Nº 150-Nº 151)                                 | L21                                               |          |
| 100527              | Estació Rodalies Bellvitge-Gornal           | Av. Europa (Nº 41-Nº 11)                                   | L21                                               |          |
| 100246              | Pl. de la Cultura                           | Av. Amèrica (Nº 91-Nº 11)                                  | L21                                               |          |
| 001611              | Parc de Bellvitge                           | Gran Via - Rbla. Marina                                    | 46 65 L21 L94 L95 N16 N17 N18                     |          |
| 110518              | Jaume Ventura i Tort - Rbla. Marina         | Jaume Ventura i Tort (Passat Rbla. Marina)                 | L20 N15                                           |          |
| 107489              | Campus Universitari Bellvitge               | Av. Mare de Déu de Bellvitge (Abans Cí. Pau Redó)          | L20 L21 N15                                       |          |
| 107491              | Camí Pau Redó - Institut Català d'Oncologia | Cí. Pau Redó (Av. Granvia-Ctra. Antiga del Prat)           | LH1                                               |          |
| 112416              | Tanatori                                    | Ctra. Antiga del Prat (Tanatori)                           | LH1                                               |          |